# 札幌証券取引所本則市場上場企業一覧
札幌証券取引所本則市場上場企業一覧（さっぽろしょうけんとりひきじょほんそくじょうじょうきぎょういちらん）は、札幌証券取引所本則市場に上場している企業の一覧である。2025年4月24日時点での企業数は52社。

## 一覧
| コード | 銘柄名                         | 33業種区分       | 都道府県 | 設立 (創業) | 上場       | 公式ウェブサイト | 札証 |
| ------ | ------------------------------ | ---------------- | -------- | ----------- | ---------- | ---------------- | ---- |
| 1449   | FUJIジャパン                   | 建設業           | 北海道   | 2005年03月  | 2018年12月 | 公式ウェブサイト | 札証 |
| 1832   | 北海電工                       | 建設業           | 北海道   | 1944年10月  | 1993年10月 | 公式ウェブサイト | 札証 |
| 1840   | 土屋ホールディングス           | 建設業           | 北海道   | 1976年09月  | 1993年05月 | 公式ウェブサイト | 札証 |
| 1885   | 東亜建設工業                   | 建設業           | 東京都   | 1920年01月  | 1961年09月 | 公式ウェブサイト | 札証 |
| 1921   | 巴コーポレーション             | 建設業           | 東京都   | 1939年06月  | 1963年10月 | 公式ウェブサイト | 札証 |
| 2172   | インサイト                     | サービス業       | 北海道   | 1975年06月  | 2008年02月 | 公式ウェブサイト | 札証 |
| 2218   | 日糧製パン                     | 食料品           | 北海道   | 1946年05月  | 1977年10月 | 公式ウェブサイト | 札証 |
| 2270   | 雪印メグミルク                 | 食料品           | 東京都   | 2009年10月  | 2009年10月 | 公式ウェブサイト | 札証 |
| 2428   | ウェルネット                   | サービス業       | 東京都   | 1983年04月  | 2004年12月 | 公式ウェブサイト | 札証 |
| 2501   | サッポロホールディングス       | 食料品           | 東京都   | 1949年09月  | 1949年10月 | 公式ウェブサイト | 札証 |
| 2573   | 北海道コカ・コーラボトリング   | 食料品           | 北海道   | 1963年01月  | 1973年08月 | 公式ウェブサイト | 札証 |
| 2747   | 北雄ラッキー                   | 小売業           | 北海道   | 1982年05月  | 2002年10月 | 公式ウェブサイト | 札証 |
| 2813   | 和弘食品                       | 食料品           | 北海道   | 1964年03月  | 1989年11月 | 公式ウェブサイト | 札証 |
| 2930   | 北の達人コーポレーション       | 化学             | 北海道   | 2002年05月  | 2012年05月 | 公式ウェブサイト | 札証 |
| 3055   | ほくやく・竹山ホールディングス | 卸売業           | 北海道   | 2006年09月  | 2006年09月 | 公式ウェブサイト | 札証 |
| 3544   | サツドラホールディングス       | 小売業           | 北海道   | 2016年08月  | 2016年08月 | 公式ウェブサイト | 札証 |
| 3946   | トーモク                       | パルプ・紙       | 東京都   | 1949年05月  | 1974年04月 | 公式ウェブサイト | 札証 |
| 4088   | エア・ウォーター               | 化学             | 大阪府   | 1929年09月  | 1950年04月 | 公式ウェブサイト | 札証 |
| 4320   | CEホールディングス             | 情報・通信業     | 北海道   | 1996年03月  | 2001年10月 | 公式ウェブサイト | 札証 |
| 4502   | 武田薬品工業                   | 医薬品           | 東京都   | 1925年01月  | 1949年05月 | 公式ウェブサイト | 札証 |
| 4834   | キャリアバンク                 | サービス業       | 北海道   | 1987年11月  | 2001年03月 | 公式ウェブサイト | 札証 |
| 5351   | 品川リフラクトリーズ           | ガラス・土石製品 | 東京都   | 1903年06月  | 1949年05月 | 公式ウェブサイト | 札証 |
| 5380   | 新東                           | ガラス・土石製品 | 愛知県   | 1963年09月  | 2001年02月 | 公式ウェブサイト | 札証 |
| 5401   | 日本製鉄                       | 鉄鋼             | 東京都   | 2012年10月  | 1950年10月 | 公式ウェブサイト | 札証 |
| 5579   | GSI                            | 情報・通信業     | 北海道   | 2004年10月  | 2023年06月 | 公式ウェブサイト | 札証 |
| 5902   | ホッカンホールディングス       | 金属製品         | 東京都   | 1921年10月  | 1950年05月 | 公式ウェブサイト | 札証 |
| 6546   | フルテック                     | サービス業       | 北海道   | 1963年11月  | 2017年03月 | 公式ウェブサイト | 札証 |
| 7011   | 三菱重工業                     | 機械             | 東京都   | 1950年01月  | 1950年05月 | 公式ウェブサイト | 札証 |
| 7512   | イオン北海道                   | 小売業           | 北海道   | 1978年04月  | 1996年09月 | 公式ウェブサイト | 札証 |
| 7643   | ダイイチ                       | 小売業           | 北海道   | 1958年07月  | 2000年04月 | 公式ウェブサイト | 札証 |
| 7751   | キヤノン                       | 電気機器         | 東京都   | 1937年08月  | 1949年05月 | 公式ウェブサイト | 札証 |
| 8031   | 三井物産                       | 卸売業           | 東京都   | 1947年07月  | 1949年05月 | 公式ウェブサイト | 札証 |
| 8085   | ナラサキ産業                   | 卸売業           | 東京都   | 1943年10月  | 1963年04月 | 公式ウェブサイト | 札証 |
| 8104   | クワザワホールディングス       | 卸売業           | 北海道   | 1951年02月  | 1973年09月 | 公式ウェブサイト | 札証 |
| 8341   | 七十七銀行                     | 銀行業           | 宮城県   | 1878年12月  | 1972年10月 | 公式ウェブサイト | 札証 |
| 8377   | ほくほくフィナンシャルグループ | 銀行業           | 富山県   | 2003年09月  | 2003年09月 | 公式ウェブサイト | 札証 |
| 8524   | 北洋銀行                       | 銀行業           | 北海道   | 1917年08月  | 2012年10月 | 公式ウェブサイト | 札証 |
| 8594   | 中道リース                     | その他金融業     | 東京都   | 1972年04月  | 1986年12月 | 公式ウェブサイト | 札証 |
| 8798   | アドバンスクリエイト           | 保険業           | 大阪府   | 1995年10月  | 2002年04月 | 公式ウェブサイト | 札証 |
| 8803   | 平和不動産                     | 不動産業         | 東京都   | 1947年07月  | 1949年05月 | 公式ウェブサイト | 札証 |
| 9027   | ロジネットジャパン             | 陸運業           | 北海道   | 2005年10月  | 2005年10月 | 公式ウェブサイト | 札証 |
| 9085   | 北海道中央バス                 | 陸運業           | 北海道   | 1944年01月  | 1950年03月 | 公式ウェブサイト | 札証 |
| 9450   | ファイバーゲート               | 情報・通信業     | 東京都   | 2000年09月  | 2018年03月 | 公式ウェブサイト | 札証 |
| 9509   | 北海道電力                     | 電気・ガス業     | 北海道   | 1951年05月  | 1951年08月 | 公式ウェブサイト | 札証 |
| 9534   | 北海道瓦斯                     | 電気・ガス業     | 北海道   | 1911年07月  | 1949年05月 | 公式ウェブサイト | 札証 |
| 9601   | 松竹                           | 情報・通信業     | 東京都   | 1920年11月  | 1949年05月 | 公式ウェブサイト | 札証 |
| 9627   | アインホールディングス         | 小売業           | 北海道   | 1969年08月  | 1994年03月 | 公式ウェブサイト | 札証 |
| 9678   | カナモト                       | サービス業       | 北海道   | 1964年10月  | 1991年06月 | 公式ウェブサイト | 札証 |
| 9776   | 札幌臨床検査センター           | サービス業       | 北海道   | 1965年09月  | 1996年04月 | 公式ウェブサイト | 札証 |
| 9843   | ニトリホールディングス         | 小売業           | 北海道   | 1972年03月  | 1989年09月 | 公式ウェブサイト | 札証 |
| 9948   | アークス                       | 小売業           | 北海道   | 1961年10月  | 1993年07月 | 公式ウェブサイト | 札証 |
| 9987   | スズケン                       | 卸売業           | 愛知県   | 1946年08月  | 1994年08月 | 公式ウェブサイト | 札証 |